# Асоціація підприємств скляної промисловості «Скло України»
Асоціація підприємств скляної промисловості «Скло України» — громадська організація, що об'єднує українських виробників склотари, листового скла, скляного посуду, художнього скла, а також постачальників устаткування, матеріалів і послуг для скляної промисловості

## Історія
Асоціація створена 10 листопада 1997 року.

## Завдання Асоціації
Координація зусиль всіх об'єктів господарської діяльності, пов'язаних із виробництвом скловиробів, створення сприятливого законодавчого клімату в державі та представлення інтересів своїх членів в органах державної та місцевої влади.
Основними напрямками діяльності Асоціації є:
- Встановлення та розвиток професійних інформаційних зв'язків підприємств, діяльність яких пов'язана зі скляною промисловістю через їх участь у загальних заходах;
- Поліпшення на базі науки та техніки виробничого досвіду, необхідного для розвитку вітчизняної скляної промисловості;
- Підвищення професійного рівня фахівців, організація заходів для поліпшення підготовки професійних кадрів для скляної промисловості;
- Впровадження програм — досліджень у плани робот відповідних профілюючих кафедр, направлених на вивчення та рішення проблем виробництва та технологій скляної промисловості на конкурсній основі;
- Самостійна чи спільна з іншими організаціями розробка програм і планів розвитку скляної галузі, надання своїх пропозицій до відповідних органів та участь у підготовці нормативно-правових документів;
- Надання допомоги у створенні і реалізації інвестиційних проектів.

## Члени
Членами АПСП «Скло України» є майже 60 українських і іноземних підприємств, що працюють в скляній галузі.